# Vasiglobulina
Vasiglobulina es un género de foraminífero bentónico de la subfamilia Edithaellinae, de la familia Polymorphinidae, de la superfamilia Polymorphinoidea, del suborden Lagenina y del orden Lagenida. Su especie-tipo es Globulina alabamensis. Su rango cronoestratigráfico abarca desde el Eoceno superior hasta el Plioceno.

## Discusión
Clasificaciones previas incluían Vasiglobulina en la superfamilia Nodosarioidea.

## Clasificación
Vasiglobulina incluye a las siguientes especies:
- Vasiglobulina alabamensis †
- Vasiglobulina reticulata †
- Vasiglobulina striata †
- Vasiglobulina variata †

Otra especie considerada en Vasiglobulina es:
- Vasiglobulina myristiformis †, considerado sinónimo posterior de Bolivina compressa †